# Ukrainische Eishockeyliga 1993
Die Saison 1993 war die erste Austragung der ukrainischen Eishockeyliga, der höchsten ukrainischen Eishockeyspielklasse. Meister wurde zum ersten Mal in der Vereinsgeschichte der HK Sokol Kiew.

## Modus
In der Hauptrunde absolvierte jede der sechs Mannschaften insgesamt fünf Spiele. Die beiden bestplatzierten Mannschaften qualifizierten sich für die Finalrunde, in der der Meister zwischen den drei qualifizierten Mannschaften ausgespielt wurde. Der HK Sokol Kiew war als Teilnehmer an der Internationalen Hockey-Liga automatisch für die Finalrunde qualifiziert. Für einen Sieg erhielt jede Mannschaft zwei Punkte, bei einem Unentschieden gab es ein Punkt und bei einer Niederlage null Punkte.

## Hauptrunde

### Tabelle
|    | Klub                               | Sp | S | U | N | Tore  | Punkte |
| -- | ---------------------------------- | -- | - | - | - | ----- | ------ |
| 1. | SchWSM Kiew                        | 5  | 4 | 1 | 0 | 30:06 | 9      |
| 2. | Jupiter Charkiw                    | 5  | 4 | 0 | 1 | 26:14 | 8      |
| 3. | KPI Kiew                           | 5  | 2 | 1 | 2 | 23:18 | 5      |
| 4. | Ukrainische U20-Nationalmannschaft | 5  | 2 | 0 | 3 | 20:17 | 4      |
| 5. | Nord Donezk                        | 5  | 1 | 0 | 4 | 19:37 | 2      |
| 6. | OUFK Charkiw                       | 5  | 1 | 0 | 4 | 12:38 | 2      |

Sp = Spiele, S = Siege, U = unentschieden, N = Niederlagen

## Finalrunde
|    | Klub            | Tore  | Punkte |
| -- | --------------- | ----- | ------ |
| 1. | HK Sokil Kiew   | 14:05 | 4      |
| 2. | SchWSM Kiew     | 07:10 | 2      |
| 3. | Jupiter Charkiw | 03:09 | 0      |